# Tim Lane
Timothy Alan Lane (Coonabarabran, 24 novembre 1959) è un ex rugbista a 15 e allenatore di rugby a 15 australiano, in carriera attivo come centro o mediano d'apertura, da allenatore è stato commissario tecnico della Georgia.

## Biografia
Nativo di  Coonabarabran nel Nuovo Galles del Sud, Tim Lane studiò al St Stanislaus College di Bathurst. Fu convocato nella rappresentativa dei NSW Schools prima di trasferirsi a Sydney ed entrare a far parte del club di rugby league dei Newtown Jets. Tornato al codice a 15 e si unì al Randwick per due stagioni (1979-80). Nel 1981 si trasferì a Brisbane giocando nel Wests, ben presto entrò a far parte della selezione di Queensland. Nel 1985 fece il suo debutto con i Wallabies nella partita con il Canada. In totale collezionò tre presenze e due mete.
Nel 1983 ebbe una parentesi in Italia giocando per il Rieti impegnato in Serie B.
Nel 1997 fu a Sydney, sulla panchina del Manly e dopo appena un anno entrò a far parte dell'organico tecnico della nazionale australiana di Rod Macqueen in qualità di responsabile dei trequarti. Partecipò quindi alla Coppa del Mondo vinta poi dai verde-oro. Nel 2000 si trasferì in Francia per allenare Clermont sfiorando la vittoria del campionato 2000-01. Fu quindi chiamato dalla Federazione sudafricana per ricoprire la carica di allenatore dei trequarti della nazionale provocando alcuni malumori in patria. Partecipò al suo secondo mondiale che gli Sprinboks vinsero.
Nel periodo in Sudafrica fu allenatore della franchigia dei Cats ma i risultati nel Super 12 furono negativi. Tornò in Italia e affiancò John Kirwan alla guida della nazionale azzurra. Dopo una stagione in Giappone al Black Rams, nel 2006 si trasferì in Francia al Brive e poi al Tolone che traghettò, per la restante parte della stagione 2006-07, ad un passo dalla promozione in Top14.
Nel 2008 venne ingaggiato dalla federazione georgiana per guidare la nazionale. Il rapporto che doveva durare fino alla coppa del mondo 2011 si concluse nel 2010 quando Lane venne licenziato. Nel Caucaso vinse il Sei Nazioni B.
Tornò in Australia al Manly, dove cominciò un'attività imprenditoriale, e nel 2012 entrò nello staff tecnico di Tonga. Nel 2013 tornò ancora una volta in Francia al Lione. Alla prima stagione raggiunge l'obiettivo della vittoria nel Pro D2 e promozione in Top 14. Ma la stagione successiva viene licenziato a causa dei risultati negativi

## Palmarès

### Allenatore
- Campionato europeo : 1
Georgia: 2008-10